# Salma Lehlali
Salma Lehlali (* 4. März 2003) ist eine marokkanische Leichtathletin, die sich auf den Sprint spezialisiert hat.

## Sportliche Laufbahn
Erste internationale Erfahrungen sammelte Salma Lehlali im Jahr 2021, als sie bei den Arabischen Meisterschaften in Radès in 55,23 s die Bronzemedaille im 400-Meter-Lauf hinter ihrer Landsfrau Assia Raziki und Iman Mansour Abdul Muttalib aus Irak gewann. Zudem siegte sie dort in 46,95 s mit der marokkanischen 4-mal-100-Meter-Staffel. Im Jahr darauf gewann sie bei den Arabischen U20-Meisterschaften ebendort in 12,28 s die Bronzemedaille im 100-Meter-Lauf und sicherte sich in 54,45 s die Silbermedaille über 400 Meter. Anfang Juli startete sie mit der 4-mal-400-Meter-Staffel bei den Mittelmeerspielen in Oran, wurde dort aber disqualifiziert. Anschließend erreichte sie bei den U20-Weltmeisterschaften in Cali das Halbfinale über 400 Meter und wurde dort ebenfalls disqualifiziert. 2023 siegte sie in 24,53 s und 55,33 s über 200 und 400 Meter bei den Arabischen U23-Meisterschaften in Radès und zudem gewann sie dort in 3:45,94 min auch die Goldmedaille in der 4-mal-400-Meter-Staffel. Anschließend siegte sie in 53,67 s über 400 Meter bei den Arabischen Meisterschaften in Marrakesch, ehe sie bei den Panarabischen Spielen in Algier in 52,98 s die Silbermedaille hinter der Bahrainerin Kemi Adekoya gewann und in 24,72 s den siebten Platz im 200-Meter-Lauf belegte. Zudem gewann sie dort in 46,26 s die Silbermedaille mit der 4-mal-100-Meter-Staffel hinter dem Team aus Bahrain. Im August belegte sie bei den Spielen der Frankophonie in Kinshasa in 54,73 s den fünften Platz über 400 Meter und siegte mit der 4-mal-400-Meter-Staffel in 3:33,89 min. Im Jahr darauf schied sie bei den Afrikaspielen in Accra mit 54,94 s im Halbfinale über 400 Meter aus. Im Juni kam sie bei den Afrikameisterschaften in Douala mit 56,59 s nicht über den Vorlauf hinaus.
2023 wurde Lehlali marokkanische Meisterin im 400-Meter-Lauf.

## Persönliche Bestzeiten
- 100 Meter: 11,95 s (−2,7 m/s), 8. Mai 2022 in Salé
- 200 Meter: 24,20 s (+0,5 m/s), 19. Mai 2024 in Marrakesch
- 400 Meter: 52,98 s, 5. Juli 2023 in Algier